# Kakujay Károly (tanfelügyelő)
Kakujay Károly (Bruckenau, Temes megye, 1840. augusztus 13. – Albertfalva, 1914. december 30.) királyi tanácsos és királyi tanfelügyelő, Kakujay Gyula hírlapíró bátyja.

## Életpályája
Szülei Kakujay József mercyfalvai jegyző és Erwerth Margit, mercyfalvai főtanító leánya voltak, vallása római katolikus. Gyermekkorát Stájerlakon (Krassó vármegye), anyja bátyjánál töltötte, s ott is végezte el az elemi iskolát. A verseci reáliskolában kiemelkedő eredménnyel 1857-ben végzett, 1859-ben pedig a budapesti tanárképző intézet adta ki oklevelét. Előbb Óbudán a normál iskolában tanított, majd ugyanebben az évben az oravicai főelemi iskolához nevezték ki rendes tanítónak. Ezután a nagykikindai főelemi iskolához helyezte a helytartótanács. Itt 1867 után többekkel megalakította a Délmagyarországi Tanító Egyletet, s az 1868-ban megindult Néptanítók Lapjában több tanulmányt tett közzé kifogásolva az akkor használatban lévő bécsi kiadású tankönyvek hiányait. 1872-ben a Temesvár-belvárosi községi iskolához került, ahol rendes tanítóként 1876. november végéig működött, ekkor a Temesvár-gyárvárosi községi fiú- és leányiskolák igazgatójának választották meg. 1879. január 15-én temes vármegyei magyar királyi másod-tanfelügyelőnek nevezték ki. 1884. november 4-én a temes vármegyei tanítók, tanítói működésének 25. évfordulója alkalmával ezüst babérkoszorúval tisztelték meg; 1890. július 14-én Csongrád vármegyei, október 30-án Fogaras vármegyei tanfelügyelővé választották; 1893. június 22-én Brassó vármegyébe helyezték át. 1895. szeptember 25-én a Ferenc József-rend lovagkeresztjét nyerte. Elhunyt 1914. december 30-án reggel 2 órakor.
Felesége Schiessel Anna volt. Fia Kakujay Károly István (Nagykikinda, 1863. január 8. – Budapest, 1960. június 3.) gépészmérnök.
Pedagógiai cikkei és könyvismertetései a Néptanítók Lapjában (1868. Olvasókönyveink); az Ungarischer Schulboteban (1868–72.) és az Ungarische Schulzeitungban (1873. Auf welche Weise kann die ungarische Sprache in Volksschulen mit deutscher Unterrichtssprache erfolgreich gelehrt werden, koszorúzott pályamunka, 1874–75.); a Temesi Lapokban (1872–73.); a temesvári községi iskolák Értesítőjében (1874. a bécsi világkiállításban tett pedagógiai-didaktikai tapasztalatait írta le); a Józsa Mihály által szerkesztett Brassóvármegye népoktatási tanintézeteinek monographiájában (Brassó, 1896. A brassómegyei tanító-egyesület fejlődéséről és feladatáról) stb.

## Munkái
1. Magyar nyelvgyakorló és olvasókönyv Magyarország nem magyar ajkú népiskolái számára. I., II. évfolyama. Budapest 1873., (2. kiadás 1875. I. évf. 11. k. 1888., II. 9. k. 1888., 10. bőv. k. 1889.), III., IV. évf. Budapest. 1875. (IV. 4. átdolg. k. 1888.), V., VI. évf. 1880. (Az I. évfolyamból eddig 10 kiadás, II. 8. k., III. 6 kiadás jelent meg Budapesten, összesen 500,000 példányban. Az I. és II. rész németül Budapest, 1873., 3. kiadása 1876. Budapest; megjelent még bolgár kiadása Budapest. rumén átdolgozásban Temesvárt, 1883., 2. kiadása Aradon, 1889., szerbül Ujvidéken.)
2. Deutsches Sprach und Lesebuch für ungarische Volksschulen, I. und II. Jahrgang. Budapest, 1876. (2. kiadás. Budapest, 1886).
3. A német nyelvoktatás magyar népiskolák számára. Segédkönyv a tanítók számára. Budapest, 1876.
4. A temesmegyei népoktatás ügye. Temesvár, 1884. (Különny. a m. orvosok és természetvizsgálók XXIII. nagygyűlésének Munkálataiból.)
5. A természetrajzi oktatás vezér- és kézi könyve. Budapest, 1885. (Németül: Budapest, 1885.)
6. Helyrajzi emlékmű a magyar orvosok és természetvizsgálók 1886. évi aug. 22-től 26-ig Buziás-Temesvárott XXIII. vándorgyűlésére. Temesvár, 1886. (Különnyomat Brauer Armin, A temesmegyei tankerület népoktatásügye c. munkájából)